# Consejo Económico y Social de Francia
El Consejo Económico, Social y Medioambiental ( en francés: Conseil économique, social et environnemental, sigla CESE ) es un organismo de estado, según la Constitución de 1958 (arts. 69, 70 y 71), consultivo en materias económicas, sociales y medioambientales. Puede emitir su opinión a petición de los poderes públicos o motu proprio. Puede intervenir también durante el proceso legislativo en los proyectos de ley presentados ante la Asamblea Nacional.
Está compuesto por 231 miembros designados por un período de 5 años. Su composición es:
- 163 miembros designados directamente por las organizaciones que pertenecen: sindicatos representativos del sector privado y público (69 miembros), organizaciones profesionales y empresariales (65 miembros), cooperativas y mutuales (19 miembros) y asociaciones familiares (10 miembros)
- 68 designados por el gobierno.
- 40 designadas por decreto del Consejo de Ministros que deben ser personalidades calificadas del ámbito económico, social, científico o cultural.

Sus antecedentes están en el Consejo Nacional Económico, creado por decreto del 16 de enero de 1925, y presidido por el presidente de la República. Suprimido por el régimen de Vichy. Restablecido por la Constitución de 1946 como el Consejo Económico.
Presidentes del Consejo han sido: Léon Jouhaux (1947-1954), Émile Roche (1954-1974), Gabriel Ventejol (1974-1987), Jean Matteoli (1987-1999) y Jacques Dermagne (1999 a la fecha)